# Màcins
Els màcins (llatí: Machyni, grec antic: Μάχυνοι) foren un poble libi que esmenta Claudi Ptolemeu, el qual els situa a l'Àfrica Proconsular, al sud dels libiofenicis i fins al Petit Sirte, veïns dels màculs.